# الدوري الكمبودي الممتاز
الدوري الكمبودي الممتاز (بالخميرية: ខេមបូឌានព្រីមៀរលីគ) هو بطولة دوري كرة القدم الأولى في كمبوديا. بدأ الدوري في عام 1982م